# Christopher "Play" Martin

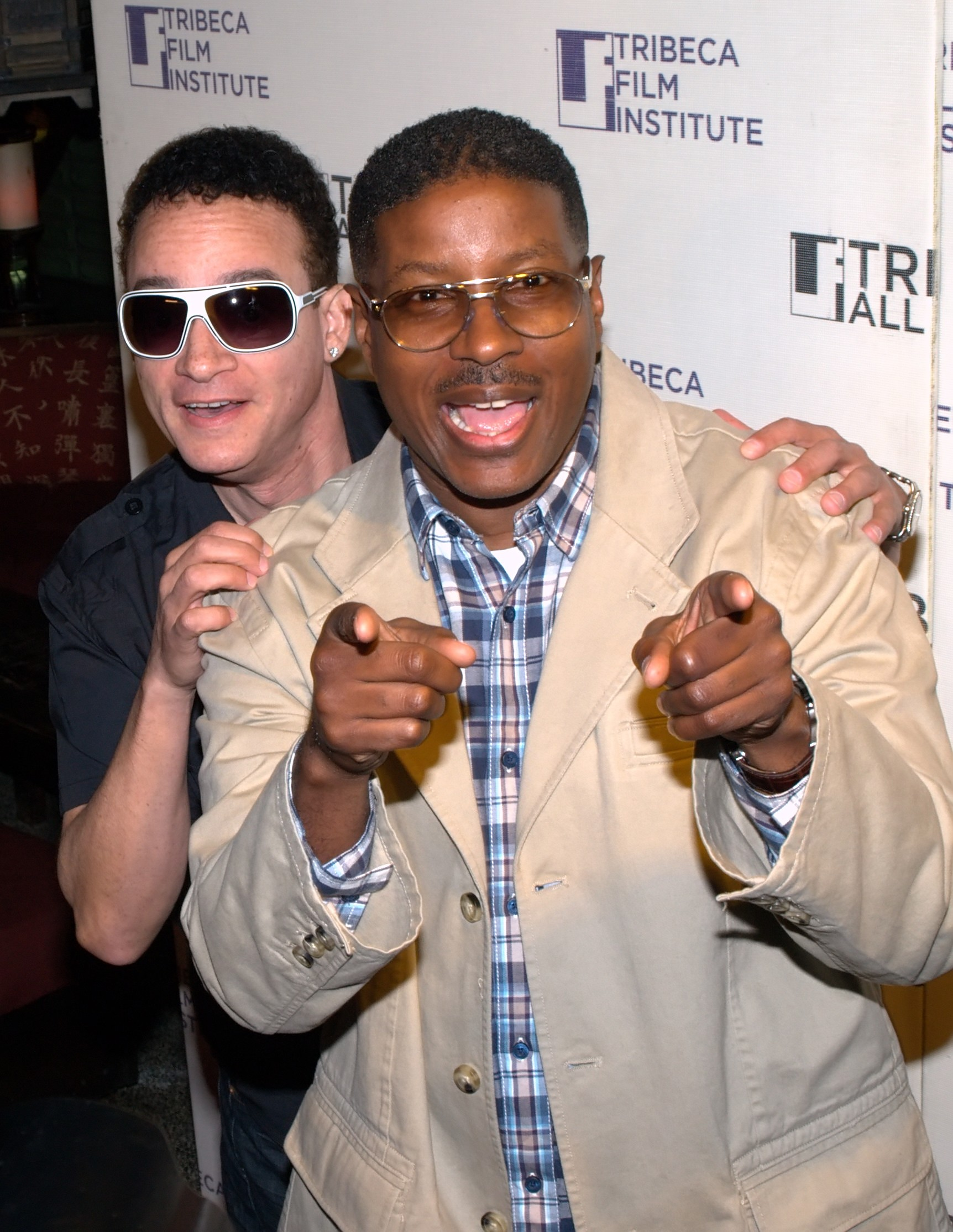
Christopher "Kid" Reid y Christopher "Play" Martin en el Festival de Cine de Tribeca 2010.

Christopher "Play" Martin (nacido el 10 de julio de 1962 en Queens, Nueva York, EE. UU.) es un rapero miembro del dúo de los 90 Kid 'n Play.

## Discografía (con Kid 'N Play)
- 1988: 2 Hype
- 1990: Kid 'N Play's Funhouse
- 1991: Face the Nation
- 1993: Play is D.E.A.D.

## Filmografía
- 1990: House Party
- 1991: Class Act
- 1992: House Party 2
- 1993: House Party 3

- Datos: Q5112827